# Olga Kalinina (Bioinformatikerin)

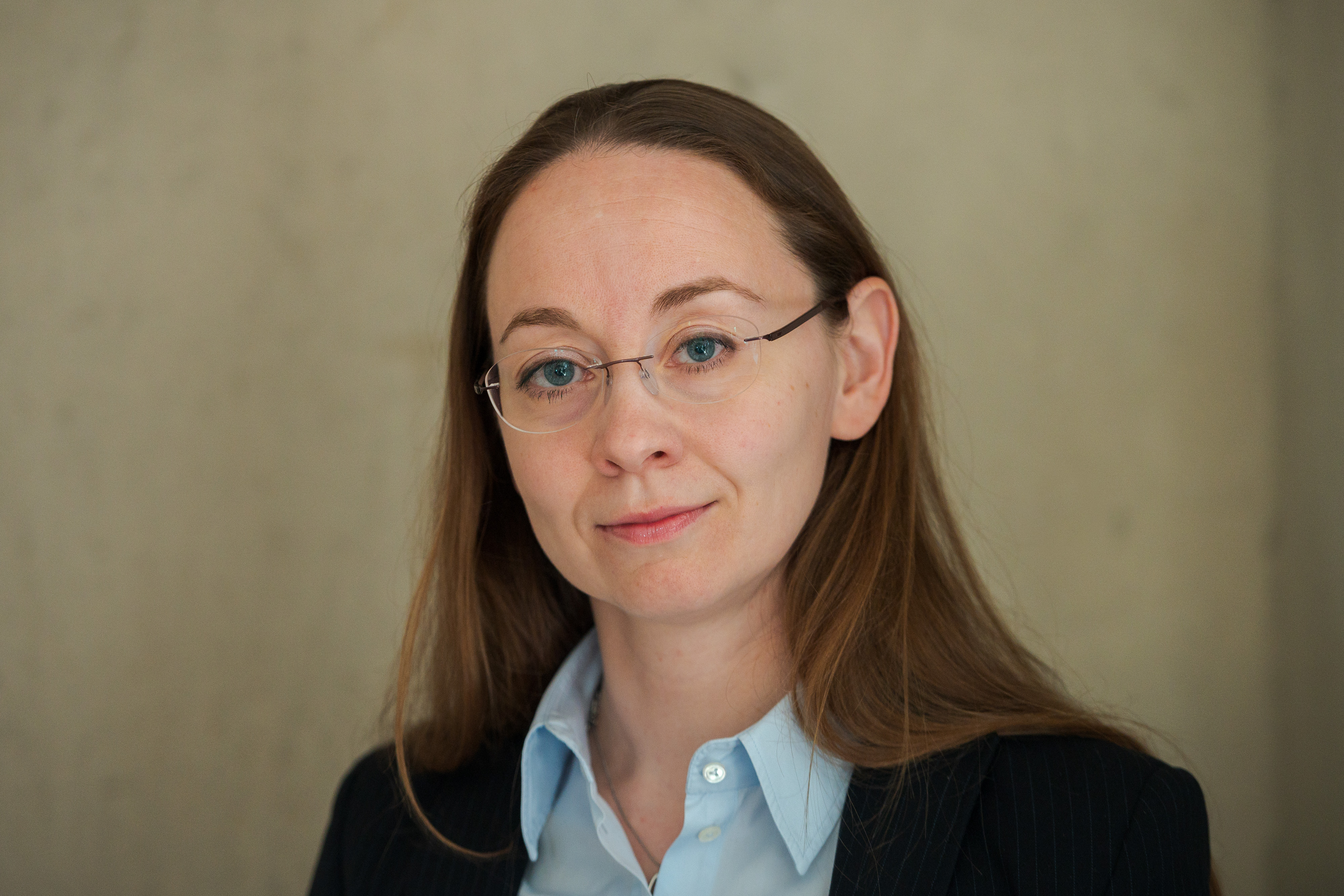
Olga Kalinina

Olga Watscheslawowna Kalinina (geboren in Moskau, UdSSR) ist eine russische Molekularbiologin und seit 2019 W2-Professorin für Wirkstoff-Bioinformatik an der Universität des Saarlandes. Seit 2018 leitet sie die Abteilung für Wirkstoffbioinformatik am Helmholtz-Institut für Pharmazeutische Forschung Saarland (HIPS). Ihr Team konzentriert sich auf Bioinformatik und Informatiktechniken zur Entdeckung neuer Resistenzmechanismen und zur Vorhersage der Wirkungsweise bioaktiver Substanzen.

## Werdegang
Im Jahr 2006 absolvierte Kalinina ein Promotionsstudium in Molekularbiologie an der Staatlichen Universität Moskau. Im Anschluss wurde Olga Kalinina Senior-Fakultätsmitglied an derselben Universität. Von 2007 bis 2009 war sie Post-Doc in der Abteilung für Struktur- und Computerbiologie am EMBL-Heidelberg. Olga Kalinina blieb zwei weitere Jahre in Heidelberg als Post-Doc im Exzellenzcluster CellNetworks. Im Jahr 2011 wurde sie dann Forscherin in der Abteilung für Bioinformatik und Angewandte Algorithmik am Max-Planck-Institut für Informatik. Von 2012 bis 2018 war sie Gruppenleiterin an diesem Institut und habilitierte sich in dieser Zeit an der Universität des Saarlandes mit der Arbeit: „Evolution und Adaption von Proteininteraktionen“ unter der Betreuung von  Thomas Lengauer. Seit 2019 ist Olga Kalinina Stiftungsprofessorin (Klaus Faber Stiftung) für Wirkstoff-Bioinformatik und Forschungsgruppenleiterin am Helmholtz-Institut für Pharmazeutische Forschung Saarland (HIPS), dem Helmholtz-Zentrum für Infektionsforschung (HZI) und der Universität des Saarlandes.
Forschungsinteressen:
- Evolution von Proteinstruktur und -funktion
- Beziehungen zwischen Genotyp und Phänotyp
- Antimikrobielle und antivirale Arzneimittelresistenz

Ihr h-Index beträgt 13.

## Ehrungen und Auszeichnungen
In den Jahren 2004 und 2005 wurde Olga Kalinina mit dem International Soros Science Educational Programm Award, Russland, ausgezeichnet.